# 42e armée (Union soviétique)
La 42e armée est une armée de campagne de l'Armée rouge de l'Union soviétique créée en 1941, employée par les Soviétiques dans la lutte contre l'Allemagne nazie pendant la Seconde Guerre mondiale.

## Historique
Créée le 4 août 1941, l'unité est formée sur la base du 50e corps de fusiliers sous le commandement du général de division Vladimir Ivanovitch Chctherbakov. L'armée se compose initialement de la 291e division de fusiliers (en) et des 2e et 3e divisions de la milice populaire de Léningrad. Le 51e corps, le 690e régiment antichar et le 740e régiment d'artillerie ainsi que la région fortifiée de Krasnogvardeisk rejoignent ensuite l'armée,. 
Plusieurs sources mentionnent une dissolution à des dates différentes : V.I. Feskov et al. 2004 mentionne l'été 1945 ». Son édition corrigée ultérieure de 2013 précise la date du 30 juillet 1945 (V.I. Feskov et al 2013, 131) tandis que David Glantz, dans un document antérieur de 2009, répertorie l'armée sur un ordre de bataille en novembre 1945 dans le district militaire balte sans qu'aucune force ne soit affectée. Celle-ci aurait été « dissoute en 1946 ».

### Lectures complémentaires
- (ru)  42-я армия в боях за Ленинград, «Исторический архив». // — Москва, 1959, № 2.
- (ru) Боевые приказы и распоряжения штаба 42 Армии. 1941 г. // Оперативный отдел штаба Ленинградского фронта. 1941. 48 с. ЦАМО фонд 217 опись 1221 дело 70.
- (ru) А. М. Андреев. От первого мгновения — до последнего. Изд. Militärverlag des Ministeriums für Verteidigung der Russischen Föderation, серия Военные мемуары. 1984., 220 с., тираж 65000 экз., твёрдый переплёт
- (ru) Жаркой Ф. М. Танковый марш. Изд. 4-е: МВАА. — Saint-Petersburg, 2012.